# NOW Big Hits 2006
NOW Big Hits 2006 er et dansk opsamlingsalbum udgivet 24. november 2006 af NOW Music. Albummet er en dobbelt-cd bestående af nogle af de største hits fra 2006.

## Trackliste

### Cd 1
1. Nik & Jay: "Boing!"
2. Rihanna: "SOS"
3. Robbie Williams: "Sin Sin Sin"
4. Nelly Furtado: "Maneater"
5. Bryan Rice: "No Promises"
6. Jokeren feat. L.O.C. & Niarn: "Gravøl"
7. Kelly Clarkson: "Because Of You"
8. The Black Eyed Peas: "My Humps"
9. P!nk: "Stupid Girls"
10. Franz Ferdinand: "Walk Away"
11. Kenneth Bager feat. Julee Cruise: "Fragment Two (The First Picture)"
12. The Pussycat Dolls: "Stickwitu"
13. Erann: "Thelma"
14. Infernal: "Ten Miles"
15. Sergio Mendes feat. The Black Eyed Peas: "Mas Que Nada"
16. D-A-D: "Scare Yourself"
17. L.O.C.: "Du Gør Mig..."
18. Lordi: "Hard Rock Halleluja"

### Cd 2
1. Shakira feat. Wyclef Jean: "Hips Don't Lie"
2. Gwen Stefani: "Cool"
3. Gavin DeGraw: "Follow Through"
4. Beyoncé: "Check On It" (no rap version)
5. Outlandish: "Look Into My Eyes"
6. TV-2: "Sporløs"
7. Lily Allen: "Smile"
8. Chris Brown: "Run It"
9. Mariah Carey: "Don't Forget About Us"
10. Marie Key: "Mormor & Pharfar" (Pharfars Version)
11. Corinne Bailey Rae: "Put Your Records On"
12. Jokeren feat. Mass: "Godt Taget"
13. UFO Yepha: "Hængekøjen"
14. Depeche Mode: "A Pain That I'm Used To"
15. Nordstrøm: "Berlin"
16. Coldplay: "Talk"
17. Peter Sommer: "8660"
18. Magtens Korridorer: "Picnic (På Kastellet)"